# Jasmin Moghbeli
Jasmin Moghbeli (Bad Nauheim, 24 de junio de 1983) es una piloto de pruebas estadounidense del Cuerpo de Marines de Estados Unidos y astronauta de la NASA. Está graduada del Instituto de Tecnología de Massachusetts, la Escuela de Posgrado Naval y la Escuela de Pilotos de Pruebas Navales, y a 2019, ha acumulado más de 2.000 horas de vuelo y ha realizado 150 misiones de combate, incluidas salidas en Afganistán.

## Educación
Nació en Bad Nauheim, Alemania Occidental. Sus padres habían huido de Irán después de la Revolución Islámica de 1979 y posteriormente trasladaron a la familia a Baldwin, (Nueva York). Asistió a Baldwin Senior High School en Nueva York y asistió a la Academia Espacial Avanzada en Alabama cuando era estudiante. Obtuvo una licenciatura en ingeniería aeroespacial con tecnología de la información en el Instituto de Tecnología de Massachusetts (MIT) y jugó voleibol y baloncesto para los ingenieros del MIT.

## Carrera militar

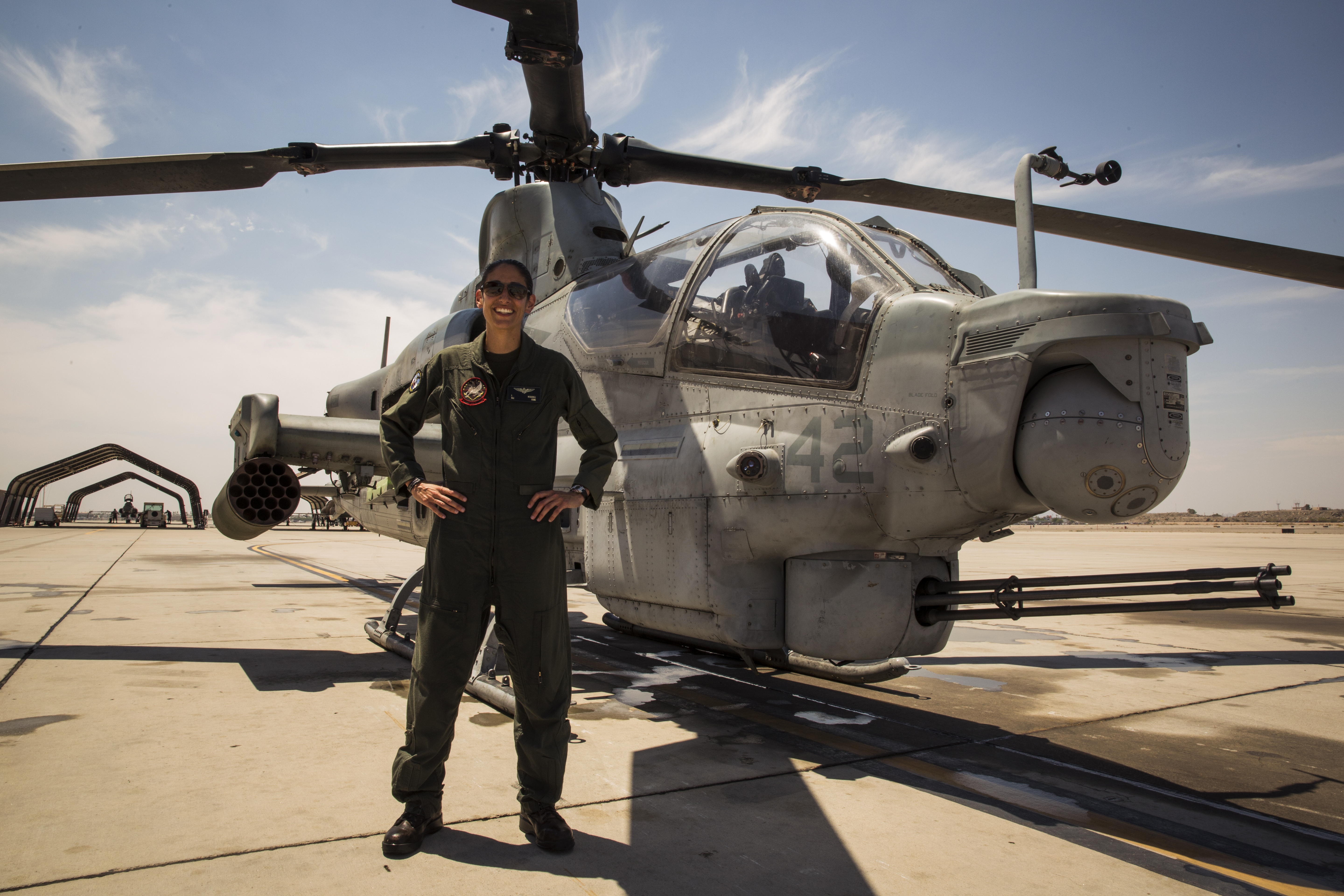
Moghbeli fotografiada con un Bell AH-1 Super Cobra en 2017

Fue comisionada como oficial en el Cuerpo de Marines de los Estados Unidos en 2005 y entrenada para convertirse en piloto de AH-1 Super Cobra. Mientras estaba en servicio con el Cuerpo de Marines, se desplegó en el extranjero tres veces y completó 150 misiones de combate. Recibió una maestría en ingeniería aeroespacial de la Escuela de Postgrado Naval de EE. UU. en California y también asistió a la Escuela de Pilotos de Prueba Naval de EE. UU. en la Estación Aérea Naval de Patuxent River en Maryland, convirtiéndose en piloto de pruebas de helicópteros con VMX-1 en la Estación Aérea del Cuerpo de Marines de Yuma en Arizona. 

## Carrera en la NASA

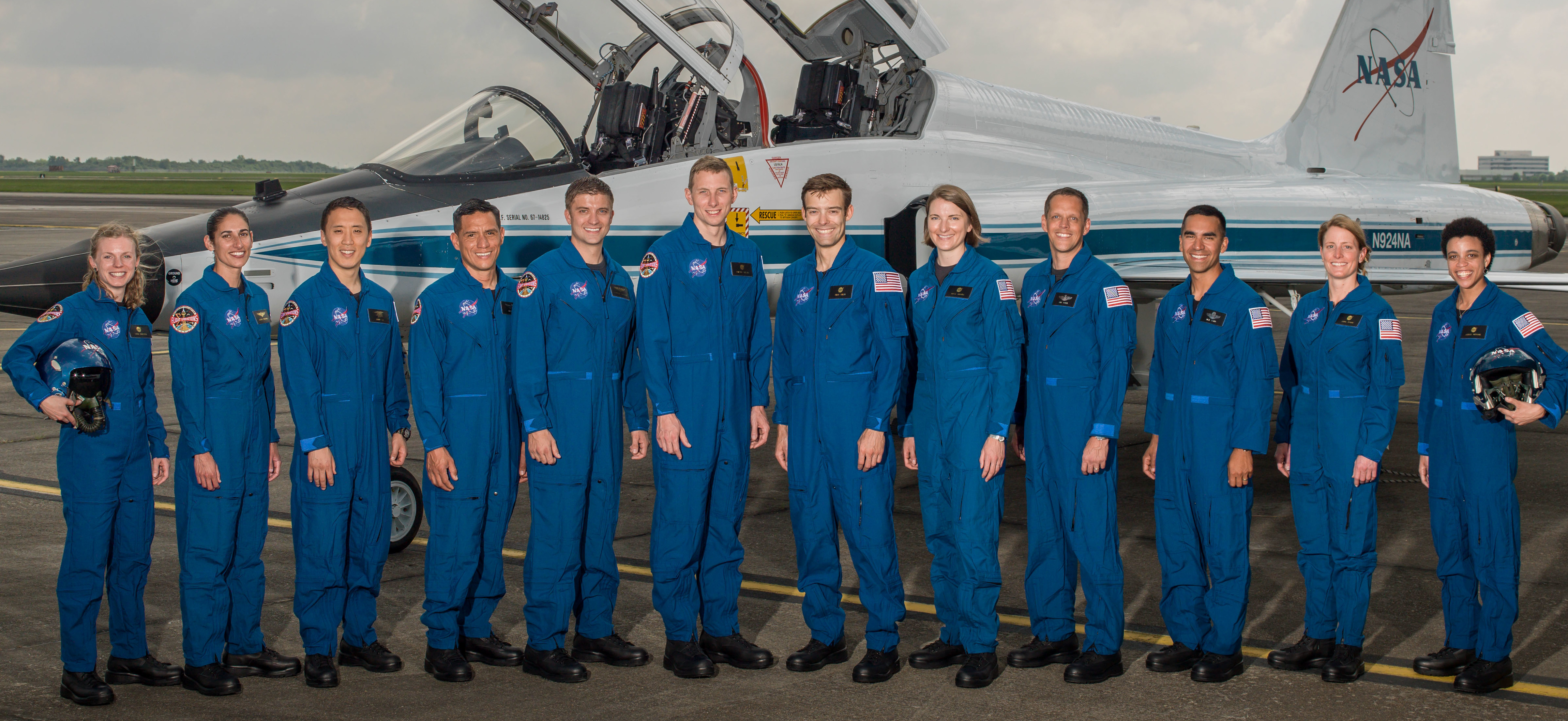
La clase de candidatos a astronautas de la NASA de 2017 (Grupo 22) en Ellington Field.

En junio de 2017, fue seleccionada como miembro del Grupo 22 de Astronautas de la NASA y posteriormente, comenzó su entrenamiento de dos años.
En enero de 2020, se graduó junto con otros 13 en el Programa de Entrenamiento de Candidatos a Astronauta de la NASA, lo que la hizo oficialmente "elegible para vuelos espaciales, incluidas las asignaciones a la Estación Espacial Internacional, las misiones de Artemis a la Luna y, en última instancia, las misiones a Marte".

## Vida personal
Reside en Webster, Texas con su esposo, Samuel Moghbeli (de soltera Wald).[cita requerida]

## Premios y honores
Ha recibido cuatro medallas aéreas, la medalla de mención de la Armada y el Cuerpo de Infantería de Marina y tres medallas por logros de la Armada y el Cuerpo de Infantería de Marina. Ha recibido el premio de la Fase II de Desarrollo Sobresaliente Clase 144 de la Escuela de Pilotos de Prueba de la Marina de los EE. UU. y el Premio al Estudiante Destacado del Comandante Willie McCool como Graduada con Honor de la Clase 144.